# Raúl Jacob
Raúl Jacob (Paysandú, 12 de marzo de 1946) es un historiador, investigador y docente uruguayo con una extensa producción sobre historia económica del Uruguay, que lo ubica como un investigador de referencia a nivel de la historiografía uruguaya y latinoamericana. Retirado actualmente de la docencia universitaria, continúa investigando y produciendo trabajos sobre su especialidad, el último de los cuales, dedicado a las inversiones norteamericanas en Uruguay, fue editado en el año 2016. Es investigador de Nivel III del Sistema Nacional de Investigadores (Agencia Nacional de Investigación e Innovación, Uruguay).

## Biografía
Raúl Jacob nació en Paysandú en 1946, en una familia de inmigrantes judíos alemanes que escapaban del nazismo. Su infancia se desarrolló en la localidad de Young (Departamento de Río Negro) junto a sus hermanos Ivonne y Mario Jacob, crítico cinematográfico y luego documentalista y productor de cine. Estudió en la Facultad de Humanidades y Ciencias de la Educación (entonces, Facultad de Humanidades y Ciencias) de la Universidad de la República de donde egresó en el año 1971. Allí fue becario de investigación hasta la intervención de la Universidad luego del golpe de Estado de 1973. 
En 1979 ingresó al Centro Interdisciplinario de Estudios sobre el Desarrollo, Uruguay (CIEDUR), donde pudo continuar con sus investigaciones hasta que reingresó a la Udelar, al Departamento de Historia del Uruguay de la Facultad de Humanidades y Ciencias. En 1991 participó de la creación del Programa de Historia Económica y Social en la Facultad de Ciencias Sociales, donde se radicó y continuó trabajando hasta su jubilación en el año 2011. 
En 1987 fue Visiting Fellow del St Anthonys College de la Universidad de Oxford.
En 1992 estuvo en la fundación de la Asociación Uruguaya de Historia Económica, de la que además fue su primer presidente.  

## Obra
Su obra, que es amplia y abarca numerosos libros (ver listado), capítulos de libros, artículos en revistas nacionales y extranjeras y avances de investigación, etc., recorre diversos temas entre los que destacan el batllismo, la crisis del 29, el terrismo, el ruralismo, el poder económico, la historia de empresas y la historia de los bancos. Su primera publicación fue realizada en el año 1969, Consecuencias sociales del alambramiento (1872-1880).
Entre las obras más destacadas de este autor se encuentran La quimera y el oro editado en 2000; La valija del Tío Hugo en 1995 y Más allá de Montevideo: los caminos del dinero, publicado en 1996. 
En 2011 editó Aquellos otros inversores.

Otros temas investigados por Jacob han sido: en primer lugar, la historia de la industria, que trató en diferentes momentos, tanto en abordajes de larga duración, como en enfoques más teóricos o específicos. El más reciente de ellos es el fascículo que escribió (2013-2014) a pedido de la Comisión del Bicentenario, para la colección Nuestro tiempo, Industria. En segundo lugar, la historia de las inversiones extranjeras en Uruguay, a cuyo estudio dedicó su último trabajo sobre las inversiones norteamericanas en el país. Finalmente, cabe destacar que Raúl Jacob también se ocupó de las inversiones uruguayas en el extranjero, en lo que es considerado como uno de sus aportes más originales a la historia económica del Uruguay. Lo hizo en el libro Cruzando la frontera (2004), que Jacob presenta así:
“Las inversiones uruguayas en el exterior en las últimas décadas del siglo XIX y primeras del XX constituyen una realidad poco conocida que cuestiona algunas creencias muy difundidas sobre el empresariado nacional o de inmigrantes radicados en el país. El conjunto variopinto de empresas que se diseminaron por la región, particularmente en Argentina y Brasil, lo integran comercios, sociedades rurales, saladeros, bancos, compañías de telefonía y de refinación de petróleo”.
En varias oportunidades, R. Jacob ha reconocido su deuda con el historiador Juan Oddone, a quien considera la influencia decisiva en su formación como investigador, destacando asimismo el papel que jugó la esposa de éste, Blanca París de Oddone, en el acceso a Oddone y en el mantenimiento de vínculos con un grupo -un verdadero equipo, según Jacob- que incluyó al núcleo de jóvenes investigadores que compartían horas de trabajo, charlas y consejos mientras desarrollaban su labor de investigación en el ámbito de la Biblioteca Nacional de Montevideo. Grupo en el que Jacob destaca, por su influencia y brillantez, a Oscar Mourat, y que reconocía su origen en la participación de sus integrantes en los seminarios de Historia del Uruguay y de Historia de la Cultura dictados por Oddone en la Facultad de Humanidades y Ciencias, con la participación -por entonces, acotada pero fermental- del historiador argentino José Luis Romero, en los seminarios de Historia de la Cultura. 
Fue en el marco de esos seminarios que Jacob realizó sus primeras publicaciones (presentaciones a textos documentales, síntesis de trabajos curriculares), y que elaboró una monografía sobre las consecuencias sociales de la modernización en el agro uruguayo, que se transformaría en su primer libro. También fue en ese ámbito que inició una línea de investigación sobre la historia económica del siglo XX uruguayo, en particular la relacionada con la crisis de 1929 y sus repercusiones en Uruguay, cuyos resultados se tradujeron en varias publicaciones.
Aunque habitualmente se lo considera un cultivador de la historia económica -y así también se reconoce él mismo- su obra no se limita a dicha temática, ya que ha abordado también aspectos de la historia social y de la historia política, a la que ha realizado contribuciones fundamentales. En particular, hay que destacar su señalamiento del “segundo impulso” del reformismo batllista; sus trabajos sobre el Uruguay de Terra (1931-1938) -en solitario o en colaboración con Gerardo Caetano- y sus investigaciones sobre el movimiento ruralista (publicados en 1981 y 2006). Dichas obras fueron un aporte sustancial al conocimiento histórico de un período sobre el que existía un notorio vacío en la historiografía uruguaya.
Para Jacob la historia económica y la historia política están fuertemente imbricadas y su deseo de analizar estos vínculos estuvo en la base de su proyecto de investigación sobre “Poder económico y poder político”, que abordó en el seminario de investigación para egresados que dictara en la Facultad de Humanidades y Ciencias, del que resultaron varias publicaciones elaboradas por los asistentes, reuniendo información sobre gremiales empresariales uruguayas. Puede decirse que esta preocupación por las relaciones entre economía y política está presente en casi toda su obra. 
Por su abordaje de áreas temáticas escasamente trabajadas, por su incursión en períodos en algunos casos intocados por la historiografía uruguaya, trabajando con tenacidad y perseverancia encomiables, Raúl Jacob es hoy una figura clave en la construcción del conocimiento de la historia contemporánea del Uruguay. 
La Facultad de Humanidades y Ciencias de la Educación cuenta con una Colección Documental con su nombre, que incluye documentación de diverso tipo correspondiente al período 1966-2010.

## Becas
Recibió variadas becas a lo largo de su vida como Investigador entre ellas la Artigas en 1973; también fue beneficiario de becas del Consejo Latinoamericano de Ciencias Sociales, del Social Science Research Council de Nueva York en 1981 y de la beca Guggenheim en 1986.

## Libros del autor

###### De su autoría
(1981) -URUGUAY 1929-1938: depresión ganadera y desarrollo fabril. Montevideo, F.C.U.
(1981) -Benito Nardone, el ruralismo hacia el poder (1945-1958). Montevideo, Ed. Banda Oriental.
(1983) -El Uruguay de Terra, 1931-1938. Una crónica del terrismo. Montevideo, Ed. Banda Oriental.
(1988) -Modelo batllista ¿Variación sobre un viejo tema? Montevideo, Proyección.
(1991) -1915-1945. Las otras dinastías. Montevideo, Proyección.
(1995) -La valija del Tío Hugo. Montevideo, Arpoador.
(1996) -Más allá de Montevideo: los caminos del dinero. Montevideo, Arpoador.
(2000) -La quimera y el oro. Montevideo, Arpoador.
(2004) -Cruzando la frontera. Montevideo, Arpoador.
(2005) -Mosaico, Montevideo, Arpoador.
(2006) –Brevísima historia del Partido Ruralista, Montevideo, Arpoador.
(2011) -Aquellos otros inversores. Montevideo, Arapoador.
(2016) -Las inversiones norteamericanas: 1900-1945. Montevideo, Objeto Directo.
(2019) -Las inversiones británicas 1914-1945. 
En coautoría
(1989) -El nacimiento del terrismo. 1930-1933, I.  Montevideo, Ed. Banda Oriental. Coautor: Gerardo Caetano.
(1990) -El nacimiento del terrismo. Camino al golpe (1932),II. Montevideo, Ed. Banda Oriental. Coautor: Gerardo Caetano.
(1991) -El nacimiento del terrismo. El golpe de estado,III. Montevideo, Ed. Banda Oriental. Coautor: Gerardo Caetano.
(2016) -Uruguay. Reforma social y democracia de partidos. Tomo II. 1880/1930. Montevideo, Planeta-Fundación MAPFRE (Colección: América Latina en la Historia Contemporánea). Coautores: Gerardo Caetano, José Rilla, Nicolás Duffau, Adela Pellegrino y Ana Inés Larre Borges. 